# Тернано (Ђенова)
Тернано је насеље у Италији у округу Ђенова, региону Лигурија.
Према процени из 2011. у насељу је живело 69 становника. Насеље се налази на надморској висини од 561 м.